# Championnat d'Égypte de football 2018-2019
Navigation
Édition précédente Édition suivante
La saison 2018-2019 du championnat d'Égypte de football est la 61e édition du championnat de première division égyptienne. Les dix-huit clubs engagés sont regroupés au sein d'une poule unique où ils s'affrontent à deux reprises. En fin de saison, les trois derniers du classement sont relégués et remplacés par les trois meilleures formations de D2.
Al Ahly défend son titre de champion, c'est son 4e titre successif. Avec 41 titres de champion il est le club le plus titré d'Égypte.

## Participants
- Al Ahly Sporting Club
- Al Entag Al Harby
- Al-Masry Club
- Arab Contractors SC
- El Gouna FC - Promu de D2
- El Dakhleya Football Club
- ENPPI Club
- Haras El-Hedood Club - Promu de D2
- Pyramids FC
- Nogoom FC- Promu de D2
- Ittihad Alexandrie
- Ismaily Sporting Club
- Misr El Maqasa
- Petrojet  Football Club
- Smouha Sporting Club
- Tala'ea El Geish
- Wadi Degla Sporting Club
- Zamalek Sporting Club

## Déroulement de la saison
- Retour des supporters : à partir de cette saison les supporters sont de nouveaux autorisés à aller dans les stades. À la suite des incidents en février 2012 la fédération égyptienne avait interdit l'accès au stades, une tentative de retour de spectateurs avait échoué en 2015 depuis les matchs se jouaient à huis clos[1].
- Al Masry retourne à Port Saïd : le club impliqué dans les émeutes de 2012 est de nouveau autorisé à jouer ses matchs à domicile au Al Masry Stadium, auparavant le club devait jouer tous ses matchs (domicile et extérieur) au Stade Borg Al Arab à Alexandrie[2].
- Al Assiouty Sport devient Pyramids FC : Le club Al Assiouty Sport est vendu en juin 2018 à des investisseurs saoudiens, le club change de nom et devient, Pyramids Football Club le club le plus riche d'Afrique[3].
- Changement de nom :  Nogoom El Mostakbal Football Club annonce quelques jours avant le début du championnat son changement de nom, il devient Nogoom Football Club qui signifie Etoile FC, c'est sa première saison en première division égyptienne[4].

## Compétition

### Classement
| Rang | Équipe                    | Pts | J  | G  | N  | P  | Bp | Bc | Diff |
| ---- | ------------------------- | --- | -- | -- | -- | -- | -- | -- | ---- |
| 1    | Al Ahly Sporting ClubT    | 80  | 34 | 25 | 5  | 4  | 56 | 20 | +36  |
| 2    | Zamalek Sporting ClubC    | 72  | 34 | 21 | 9  | 4  | 65 | 31 | +34  |
| 3    | Pyramids FC               | 70  | 34 | 19 | 13 | 2  | 61 | 31 | +30  |
| 4    | Al-Masry Club             | 52  | 34 | 12 | 16 | 6  | 45 | 38 | +7   |
| 5    | Arab Contractors SC       | 48  | 34 | 13 | 9  | 12 | 45 | 38 | +7   |
| 6    | Misr El Maqasa            | 46  | 34 | 12 | 10 | 12 | 34 | 36 | -2   |
| 7    | Ismaily Sporting Club     | 43  | 34 | 10 | 13 | 11 | 30 | 36 | -6   |
| 8    | Tala'ea El Geish          | 41  | 34 | 10 | 11 | 13 | 41 | 39 | +2   |
| 9    | ENPPI Club                | 40  | 34 | 9  | 13 | 12 | 39 | 42 | -3   |
| 10   | Wadi Degla Sporting Club  | 40  | 34 | 10 | 10 | 14 | 41 | 47 | -6   |
| 11   | Ittihad Alexandrie        | 39  | 34 | 9  | 12 | 13 | 41 | 56 | -15  |
| 12   | Smouha Sporting Club      | 38  | 34 | 8  | 14 | 12 | 33 | 41 | -8   |
| 13   | Al Entag Al Harby         | 38  | 34 | 8  | 14 | 12 | 36 | 44 | -8   |
| 14   | El Gouna FCP              | 38  | 34 | 8  | 14 | 12 | 38 | 52 | -14  |
| 15   | Haras El-Hedood ClubP     | 38  | 34 | 8  | 14 | 12 | 30 | 37 | -7   |
| 16   | Petrojet Football Club    | 35  | 34 | 8  | 11 | 15 | 30 | 43 | -13  |
| 17   | El Dakhleya Football Club | 27  | 34 | 4  | 15 | 15 | 34 | 52 | -18  |
| 18   | Nogoom Football ClubP     | 26  | 34 | 5  | 11 | 18 | 30 | 46 | -16  |

| Légende : Qualifications et relégations | Légende : Qualifications et relégations                                |
| --------------------------------------- | ---------------------------------------------------------------------- |
|                                         | Qualification pour la Ligue des champions de la CAF 2019-2020          |
|                                         | Qualification pour la Coupe de la confédération 2019-2020              |
|                                         | Relégation directe en Second Division                                  |
|                                         | T : Tenant du titre C : Vainqueur de la Coupe d'Égypte P : Promu de D2 |

- Comme la Coupe d'Égypte 2019 se termine après les délais d'enregistrement de la CAF, la place en Coupe de la confédération 2019-2020 sera donné au 4e.

## Bilan de la saison
| Championnat d'Égypte de football 2018-2019 |                                   |
| Champion                                   | Al Ahly Sporting Club (41e titre) |
| Coupes et trophées                         |                                   |
| Vainqueur de la Coupe d'Égypte 2018-2019   | Zamalek Sporting Club             |
| Qualifications continentales               |                                   |
| Ligue des champions de la CAF 2019-2020    | Al Ahly Sporting Club             |
| Ligue des champions de la CAF 2019-2020    | Zamalek Sporting Club             |
| Coupe de la confédération 2019-2020        | Pyramids FC                       |
| Coupe de la confédération 2019-2020        | Al-Masry Club                     |
| Promotions et relégations                  |                                   |
| Promus en Premier League                   | Assouan Sporting Club             |
| Promus en Premier League                   | FC Masr                           |
| Promus en Premier League                   | Tanta SC                          |
| Relégués en Second League                  | Petrojet Football Club            |
| Relégués en Second League                  | El Dakhleya Football Club         |
| Relégués en Second League                  | Nogoom Football Club              |